# Naeviella
Naeviella is een geslacht van schimmels uit de familie Calloriaceae. De typesoort is Naeviella paradoxa.

## Soorten
Volgens Index Fungorum telt het geslacht drie soorten (peildatum februari 2022):
| Soortnaam             | Auteur(s)     | Publicatiejaar |
| --------------------- | ------------- | -------------- |
| Naeviella paradoxa    | (Rehm) Clem.  | 1909           |
| Naeviella poeltiana   | Scheuer       | 1988           |
| Naeviella volkartiana | (Rehm) Nannf. | 1982           |